# Монтмориллонит
Монтмориллони́т (от города Монморийон (фр. Montmorillon) во французском департаменте Вьенна; иначе — наноглина) — глинистый минерал, относящийся к подклассу слоистых силикатов, основной компонент бентонита. Этот минерал обладает способностью к сильному набуханию благодаря своему строению и имеет ярко выраженные сорбционные свойства.

## Название
Раньше, в минералогии XVIII-XIX века монтмориллонит и минералы его группы были известны под собирательным морфологическим термином горное мыло, нередко включавшем в себя также и не вполне родственные минералы, такие как галлуазит и сапонит. В более поздней литературе монтмориллоит с разновидностями иногда встречается под синонимами: бентониты или бентонитовые глины, болюсы, отбеливающие глины, фуллеровы земли, гумбрины или нальчикиты. Все эти термины не обладают достаточной точностью, применяются чаще всего в мыловаренной промышленности и относятся скорее к товарной группе глин, которые хорошо адсорбируют едкие и углекислые щёлочи и потому используются в качестве «омыляющих» веществ. В самой общей форме эти глины носят название «отбеливающих глин».

## Строение
Отличительной особенностью глин группы монтмориллонита по сравнению с каолинитами и галлуазитами является расположение «гидраргиллитовой» прокладки между двумя слоями кремнекислородных тетраэдров. В этом отношении монтмориллонит и близкие к нему разновидности более напоминают особенности строения минералов группы талька. При этом ориентировка кремнекислородных тетраэдров в отдельных слоях остаётся такой же разнонаправленной, как в структуре галлуазита: одни верхушки тетраэдров, занятые ионами кислорода, входят внутрь, в состав «гидраргиллитового» слоя, а другие, занятые гидроксильными ионами, направлены наружу. Таким образом, каждый слой в пакете с обеих сторон имеет «бахрому» из ионов гидроксила, способных удерживать воду. Показательно, что при нагревании до 575°, вся молекулярная вода уходит из состава монтмориллонита и его кристаллическая решетка перестраивается в решётку пирофиллита.
Пакет трёхслойный (2:1): два слоя кремнекислородных тетраэдров, обращённые вершинами друг к другу, с двух сторон покрывают слой алюмогидроксильных октаэдров. В этих слоях присутствуют изоморфные замены, которые компенсируются катионами (кальция, натрия, калия или других металлов), внедряющимися в галереи между пакетами. В сухом состоянии галерея имеет толщину 3 Å, в то время как толщина одного пакета приблизительно 7 Å. Связь между пакетами слаба, и в него легко могут попадать молекулы воды, из-за чего минерал при смачивании сильно набухает. Наличие изоморфных замещений, огромная удельная поверхность (до 600—800 м2/г) и лёгкость проникновения ионов в межпакетное пространство обуславливает значительную ёмкость катионного обмена (80—150 ммоль экв/100 г).

## Распространение
Монтмориллонит является типичным продуктом выветривания алюмосиликатов. Он является одним из главных минералов во многих почвах, основным компонентом бентонита (образуется при выветривании вулканических пород — туфов и пеплов), обнаруживается во многих осадочных породах. Была экспериментально показана возможность синтеза монтмориллонита в почвах с обогащённым кремнием и магнием почвенным раствором в нейтральных или слабощелочных условиях. Горные породы, сходные с монтмориллонитом, обнаружены также на Марсе.

## Практическое значение
Благодаря своим высоким адсорбционным свойствам, монтмориллонит используется в нефтяной, текстильной, бумажной и мыловаренной промышленности как активный компонент отбеливающих и сукновальных глин. В связи с этим долгое время бентонитовые глины именовались сукновальными.
Модифицированный монтмориллонит (также называемая «органоглина»; модификация состоит в замене межслоевых катионов на заряженные органические молекулы, которые имеют отрицательную энергию взаимодействия как с самим монтмориллонитом, так и с полимерной матрицей) используется в качестве наполнителя для полимерных нанокомпозитов, которые в свою очередь используются в следующих отраслях:
- нефтегазовая промышленность (применение в очистке и крекинге нефти; в этом процессе они играют одновременно роль катализатора, ускоряющего процесс расщепления тяжёлых углеводородов на крекинг-бензин, и адсорбентов, задерживающих на своей поверхности вредные примеси. Они также используются для очистки нефтепродуктов);
- пищевая промышленность (В масложировой, винодельческой и других применяется в качестве адсорбента. Отбеливающие глины состоят в основной массе из глинистых минералов и ввиду большой удельной поверхности имеют ярко выраженные сорбционные свойства. Также используется при создании пищевых плёнок, поскольку при добавлении монтмориллонита газопроницаемость полимера сильно снижается, одновременно с этим возрастает его химическая и температурная стабильность[7].)
- косметическая и фармакологическая промышленность (Применение в производстве препаратов, материалов для ортопедии (антимикробные покрытия на поверхности медицинских полимеров), травматологии (вместо гипса), стоматологии);
- строительная отрасль (Применение в производстве композиций для склеивания изделий из дерева, стекла, линолеума, облицовочных плиток, производства шпатлёвок, грунтовок, бетонных смесей на водной основе (альтернатива ПВА). Герметики, лаки, краски, латексы).